# DStv
数字卫星电视（英語：Digital Satellite Television），以缩写DStv简称，是总部位于南非兰德堡的卫星电视供应商，由南非MultiChoice公司所有，设立于1995年10月6日，亦提供语音、电台广播和付费服务。
DStv在撒哈拉以南非洲较有影响力，观众主要来自南非、尼日利亚和津巴布韦等地。